# Annette Keilhauer
Annette Keilhauer (* 1964) ist eine deutsche Romanistin, Germanistin und Professorin an der Friedrich-Alexander-Universität Erlangen-Nürnberg (FAU).

## Leben und Wirken
Annette Keilhauer studierte Romanistik und Germanistik an den Universitäten Bayreuth, Clermont-Ferrand, Konstanz und Pittsburgh. Sie schloss ihr Studium 1991 mit einem Magister und dem ersten Staatsexamen an der Universität Konstanz ab. Zwischen 1992 und 1998 war sie als wissenschaftliche Mitarbeiterin an der Universität Passau und der Universität des Saarlandes tätig. Sie promovierte 1998 an der Universität des Saarlandes mit einer Arbeit zum französischen Chanson im 18. Jahrhundert. Von 1998 bis 2004 arbeitete sie als wissenschaftliche Mitarbeiterin am Institut für Romanistik der Humboldt-Universität zu Berlin. Dort habilitierte sie 2004 mit einer Arbeit zu Frauenrechten und Literatur im 19. Jahrhundert in transkultureller Perspektive. Es schloss sich ein einjähriger Forschungsaufenthalt an der Universität Blaise Pascal, Clermont-Ferrand, an. Nach Ablegung des zweiten Staatsexamens für das Lehramt an Gymnasien in den Fächern Französisch und Deutsch arbeitete sie von 2006 bis 2008 als Lehrerin im Schuldienst. Danach wechselte sie an die Friedrich-Alexander-Universität Erlangen-Nürnberg, wo sie zunächst als wissenschaftliche Mitarbeiterin tätig war und 2015 eine Professur am Institut für Romanistik erhielt.
Ihre Forschungsfelder sind französische und italienische Literatur des 19. Jahrhunderts mit Schwerpunkt Genderforschung.
Annette Keilhauer engagiert sich für Chancengleichheit der Geschlechter im universitären Arbeitsumfeld. Seit Januar 2017 ist sie Gründungssprecherin des Interdisziplinären Zentrums Gender Differenz Diversität. Von 2017 bis 2021 hatte sie das Amt der Universitätsfrauenbeauftragten inne. Davor war sie ab 2011 bereits stellvertretende Frauenbeauftragte der FAU. Für ihr interdisziplinäres Wirken im Bereich Gender und Diversität wurde Annette Keilhauer mit dem nach Renate Wittern-Sterzel benannten Gleichstellungspreis der Friedrich-Alexander-Universität ausgezeichnet. Sie ist Mitherausgeberin der Chronik „30 Jahre Frauenbeauftrage an der FAU“, welche die Entwicklung der universitären Gleichstellungsarbeit dokumentiert.

## Veröffentlichungen (Auswahl)
- Das französische Chanson im späten Ancien Régime. Strukturen, Verbreitungswege und gesellschaftliche Praxis einer populären Literaturform. Georg-Olms-Verlag, Hildesheim 1998, ISBN 978-3-487-10726-4.
- Die Ambivalenz des Öffentlichen: Mediale Inszenierungen und Frauenrechte im Frankreich des 18. und 19. Jahrhunderts. In: Christine Vogel, Herbert Schneider, Horst Carl (Hrsg.): Medienereignisse im 18. und 19. Jahrhundert. Oldenbourg, München 2009, ISBN 978-3-486-58296-3, S. 145–165.
- zusammen mit Sabine Friedrich: Erzählen im Zeichen des Verlustes. Formen der narrativen Auseinandersetzung mit Demenzerkrankungen in der französischen Gegenwartsliteratur. In: Rudolf Freiburg, Dirk Kretzschmar (Hrsg.): Alter(n) in Literatur und Kultur der Gegenwart. Königshausen & Neumann, Würzburg 2012, ISBN 978-3-8260-5030-5, S. 219–244.
- zusammen mit Doris Feldmann, Jochen Hoffmann und Renate Liebold: „Rasse“ und „ethnische Herkunft“ als Merkmale des AGG. In: Rechtswissenschaft. Zeitschrift für rechtswissenschaftliche Forschung. Nr. 1, 2018, S. 23–46.
- Die französischen Lektüren der Markgräfin. In: Christina Strunck (Hrsg.): Markgräfin Wilhelmine und die Erlanger Universität. Künste und Wissenschaften im Dialog. Michael Imhof Verlag, Petersberg 2019, ISBN 978-3-7319-0898-2, S. 72–85.
- Literarische Inszenierungen von Transgender und Passing: Monsieur Vénus von Rachilde. In: Doris Feldmann, Annette Keilhauer, Renate Liebold (Hrsg.): Zuordnungen in Bewegung: Geschlecht und sexuelle Orientierung quer durch die Disziplinen. FAU University Press, Erlangen 2020, ISBN 978-3-96147-302-1, S. 129–150, doi:10.25593/978-3-96147-302-1.